# Hellboy (personage)
Hellboy is een personage uit een gelijknamige comictitel van uitgeverij Dark Horse Comics, die in 1993 begonnen werd door schrijver & tekenaar Mike Mignola. Hellboy is een oersterke, rode duivelachtige verschijning met één stenen hand, The Right Hand of Doom.

## Personage
Hellboys geboortenaam is Anung un Rama. Hij is een half-demon die in de laatste dagen van de Tweede Wereldoorlog naar de aarde werd gehaald door Nazi-occultisten onder leiding van Grigori Rasputin (in Hellboy: Seed of Destruction). Het ritueel werd onderbroken door de geallieerden die de toen nog jonge Hellboy meenamen. Hij werd opgevoed door het Amerikaanse Bureau for Paranormal Research and Defense (BPRD).
Hellboy groeide op tot een grote rode demon met een staart en horens. Deze horens vijlt hij regelmatig af, waardoor hij enkel de stompe uitsteeksels op zijn hoofd overhoudt. Zijn rechterhand is groter dan een normale hand en gemaakt van steen. Hellboy weigert te accepteren dat hij 'slecht' is omdat hij een demon is. Samen met een groep andere, om andere redenen, aparte figuren onderzoekt hij paranormale/bovennatuurlijke meldingen.
Hellboy wordt voortdurend opgejaagd door zijn verleden en afkomst. Hij wordt gezien als een kleine beroemdheid en heeft van de Verenigde Naties officieel een menselijke status gekregen in 1952.

## Achtergrond
Hellboy werd verwekt door een machtige demon, die in het oude Assyrië als een god aanbeden werd. Het doel was hem tot de drager van de 'Rechterhand der Verdoemenis' te maken. Zijn moeder was een Britse heks die mogelijk afstamde van Morgan le Fay en Koning Arthur, waarmee hij in principe de rechtmatige koning van Engeland is. Het oorspronkelijke plan ging mis toen zijn moeder spijt kreeg en zich tot het christendom bekeerde. Ze kreeg twee kinderen, die non en priester werden. Toen ze stervende was, trok ze zich in een kerk terug in de hoop aan de demon te ontkomen. Die liet zich niet tegenhouden en doodde haar kinderen alvorens haar als zijn bruid op te eisen. Hellboy was op dat moment nog niet geboren en bleef als potentieel leven in de kerk achter, waar hij zo'n anderhalve eeuw later door Grigori Rasputin op rituele wijze werd 'verwezenlijkt'.

## De Rechterhand der Verdoemenis
Hellboys rechterhand is van steen en ouder dan hijzelf. Toen God de Aarde schiep was die nog zonder leven. Om de jonge planeet te observeren, stuurde God een groep machtige engelen bijgenaamd 'Toeschouwers' naar haar oppervlak. Na verloop van tijd nam de grootste van de engelen, of in ieder geval die met het meeste initiatief, een hoeveelheid modder en vermengde die met vuur en adem, in een poging een levend wezen te maken. Het vertoonde geen teken van leven, ook niet toen de andere engelen hun zegels er op aanbrachten. Toen de nacht viel, werd het aardoppervlak in duisternis gehuld en de duisternis "vulde de Draak met leven en doel". Voordat de Toeschouwers konden reageren, bracht de Draak een eerste generatie leven voort, bestaand uit meer dan driehonderd veelvormige wezens. Geschrokken verbande de eerste engel zijn schepping naar een plaats vér van de Aarde, opgesloten in een gevangenis van onvergankelijk kristal. Op zijn beurt werd de scheppende engel door de andere engelen gedood. Alléén zijn rechterhand bleef over. God greep in en verbande de engelen uit de Hemel en van de Aarde naar de duisternis onder beiden. De nazaten van de Draak - de Ogdru Hem - werden deels vernietigd en deels verdreven naar de uithoeken van de wereld. De Schepper zond daarna mindere engelen naar de Aarde om haar te vervullen. Zij werden het eerste, grootse mensengeslacht.
Millennia later had een volk een machtige beschaving opgebouwd op een eilandcontinent. Op een dag vond zij van diep onder de Aarde een stenen hand, die door een kunstenaar aan een mensachtig standbeeld werd verbonden. Naarmate de beschaving verviel, gingen sommigen van het volk het beeld aanbidden, tot het van zijn sokkel stapte, het eiland verwoestte, de resten van de beschaving wegvaagde en ten slotte uiteenviel. Het enige wat overbleef was opnieuw de rechterhand. Deze hand werd op een niet onthulde manier aan Hellboy gehecht, tijdens of vlak na zijn bovennatuurlijke geboorte. Hellboys stenen hand is behalve een wapen de sleutel tot de kristallen gevangenis van de zevenvoudige Draak, Ogdru Jahad. Degene die hem bezit, kan de hand gebruiken om het wezen terug naar de Aarde te halen en daarmee het einde der tijden in te luiden, want de Ogdru Jahad zou de wereld onherroepelijk vernietigen. Hellboy kwam dit te weten en wil dit ten koste van alles voorkomen.

## Krachten en vaardigheden
Hellboy is van nature bovenmenselijk sterk. Hij kan onder andere met één hand voorwerpen van een paar honderd kilo optillen en weggooien. Verder is hij bestand tegen fysieke verwondingen. Hij kan klappen en explosies weerstaan die voor een mens dodelijk zijn. Hij is niet onkwetsbaar en kan door normale wapens worden verwond.
Hellboy beschikt over regeneratieve krachten en kan binnen enkele minuten genezen van een schot- of steekwond, zelfs als die heel ernstig is. De Russische heks Baba Jaga is van mening dat Hellboy onsterfelijk is.
Hellboy is zeer belezen en ervaren, een vooraanstaand specialist in bovennatuurlijke zaken die honderden gevallen van bezetenheid en aanvallen van demonen en monsters heeft doorstaan.
Hellboy wordt in een ander tempo oud dan mensen. In het verhaal Pancakes is hij nog maar twee jaar oud, maar heeft desondanks al bijna zijn volwassen vorm. Binnen een paar jaar is hij volgroeid van een kind naar zijn volwassen vorm, maar nadien is hij geen dag ouder geworden.
Hellboy’s rechterhand staat ook bekend als de “rechterhand van verdoemenis” (Right hand of doom). Deze is veel groter dan zijn linkerhand en lijkt te zijn gemaakt van rode steen. De hand en bijbehorende arm zijn veel sterker dan Hellboy’s linkerhand, maar ook lastiger in gebruik. Hij gebruikt de hand meer als een soort sloophamer.

## Wapens
Als toevoeging aan zijn natuurlijke vaardigheden beschikt Hellboy over een speciale riem vol hulpmiddelen, zoals heilige voorwerpen en wapens. Zijn favoriete wapen is een buitenmaats pistool genaamd de “Good Samaritan”. Deze vuurt kogels af met daarin zilver, knoflook en wijwater waardoor ze effectiever worden tegen bovennatuurlijke vijanden. Het pistool is gemaakt van metaal afkomstig uit omgesmolten kerkklokken en bevat een splinter uit het ware kruis.

## Stripuitgaven
Hellboy is geen doorlopende titel, maar een verzameling miniseries en opzichzelfstaande delen. In de loop der jaren zijn zo (in chronologische volgorde) al verschenen:
- Seed of Destruction (4-delig, won de Will Eisner-award voor beste grafische album in herdruk 1995))
- The Wolves of Saint August (4-delig, in Dark Horse Presents)
- The Chained Coffin (los deel)
- The Corpse and The Iron Shoes (los deel met twee verhalen)
- Wake the Devil (5-delig)
- Almost Colossus (2-delig)
- The Right Hand of Doom (los, in Dark Horse Presents annual '98)
- Box Full of Evil (2-delig)
- The Vârcolac (5-delig, in Dark Horse Extra 14-19)
- Conqueror Worm (4-delig, won de Will Eisner-award voor beste eindige serie 2002)
- The Third Wish (2-delig)
- Weird Tales (8-delige verzameling korte verhalen)
- The Island (2-delig)
- Makoma, or, A Tale Told by a Mummy in the New York City Explorers' Club on August 16, 1993 (2-delig).

Naast de reguliere titels, verschenen er een aantal spin-offs van Hellboy, zoals Hellboy Junior en BPRD (de naam van het bureau waarvoor Hellboy werkt), evenals verschijningen in samenwerking met andere titels (zoals met Painkiller Jane en Savage Dragon).

## Andere media
- In 2003 verscheen het Hellboy-videospel Hellboy: Dogs of the Night/Hellboy: Asylum Seeker
- In 2004 bewerkte regisseur Guillermo del Toro verschillende miniseries tot een Hellboy-film, met Ron Perlman in de hoofdrol.
- In 2008 kreeg deze film een vervolg getiteld Hellboy II: The Golden Army.
- In 2019 verscheen er een reboot van de filmserie ook getiteld Hellboy, nu met David Harbour in de hoofdrol.
- In 2005 begon IDT Entertainment met het uitbrengen van een aantal direct-naar-dvd animatiefilms van Hellboy. Tot dusver zijn verschenen: Hellboy: Sword of Storms en Hellboy: Blood and Iron.